# Mrs. Ukraine International
Mrs. Ukraine International — concurs anual de frumusețe pentru femei de succes, care se desfășoară în Ucraina din 2018. Este versiunea ucraineană a competiției internaționale Mrs. International.

## Istorie
Concurs Mrs. Ukraine International este un analog al competiției americane Mrs. International, care a apărut în anii 90 ai secolului al XX-lea. în Statele Unite, pentru a promova femeile căsătorite moderne, cariera și realizările lor familiale. Președintele și organizatorul competiției Mrs. International - Mary Richardson.
Competiția se desfășoară în Ucraina din 2018. A fost început de designerul Yana Lutsk, care a reprezentat Ucraina la Mrs. International în SUA în 2017. Yana Lutska este directorul național al competiției ucrainene. Juriul include Alex Lenarts, Partha Satpathi, Marina Kinakh, Emine Japarova, Olga Bogomolets, Oleg Lisogor, Ostap Stupka, Akhtem Seitablaev, Oleg Pinchuk, Hector Jimenez-Bravo, Vlad Yama, Slava Kaminska (Andarely).
Câștigătoarea competiției din 2020 a fost designerul ucrainean Victoria Feinblat.
În mai 2021, a avut loc un alt concurs Mrs. Ukraine International. Câștigătoarea sa a fost Tatiana Rovna. La finala competiției au participat Olya Polyakova, Vlad Yama, Jamala, Katya Osadcha, Andre Tan, Hector Jimenez Bravo și alții.

## Condiții de participare
Participantul la concurs poate fi o femeie cu vârste cuprinse între 25 și 45 (2019) - 50 (2020), care are succes și s-a născut sau locuiește în Ucraina. Participantul trebuie să fie activ din punct de vedere profesional sau social - chestionarele gospodinelor nu sunt luate în considerare. Câștigătoarea competiției reprezintă Ucraina la concursul mondial Mrs. International în SUA.
Condiții de participare la dna americană Internaționalele sunt ușor diferite de condițiile omologului ucrainean. Participantul poate fi o femeie cu vârste cuprinse între 21 și 56 de ani, care este cetățean al țării sau locuiește pe teritoriul acesteia, pe care o reprezintă în competiție. Există mai mult de 20 de participanți la competiția ucraineană, mai mult de 60 la competiția americană (participă concurenți din diferite țări ale lumii).
Organizatorii competiției nu susțin prezentarea de modă bikini, în schimb competiția are o ieșire în îmbrăcămintea sport - „Prezentare îmbrăcăminte fitness”. Din competiția americană, dna. Ucraina Internațională are, de asemenea, o prezentare de modă în haine stilizate ucrainene.
În general, în competiție dna. Ucraina internațională 5 prezentare de modă: rochie cu număr deschis - ieșire-deschidere într-o rochie de cocktail; prezentare de modă de prezentare de afaceri - prezentare video a finaliștilor (carieră, activitate socială, sfera familiei); îmbrăcăminte de fitness - prezentare - ieșire într-o imagine sportivă; prezentare de moda in rochie stilizata ucraineana; ieșind în rochii de seară. Câștigătorul competiției ucrainene va reprezenta țara la competiția din Statele Unite.

## Câștigători
| Рік  | Ім'я              |
| ---- | ----------------- |
| 2017 | Yana Lutska       |
| 2018 | Olena Kochurska   |
| 2019 | Alina Poplavska   |
| 2020 | Viktoria Fainblat |
| 2021 | Tetiana Rovna     |